# Rohr (Gemeinde Mittelberg)
Rohr ist ein Ort im Kleinwalsertal in Vorarlberg und gehört zur Gemeinde Mittelberg im Bezirk Bregenz.

## Geografie
Der Ort befindet sich 36 Kilometer südwestlich von Bregenz, zwischen den Nordwestlichen Walsertaler Bergen und den Südöstlichen Walsertaler Bergen der Allgäuer Alpen, im oberen Kleinwalsertal, taleinwärts oberhalb von Hirschegg bis 1 Kilometer vor Mittelberg.
Die Rotte liegt auf um die 1100–1150 m ü. A. Höhe rechts oberhalb der Breitach, dem Hauptfluss der Talung, am Fuß des Heubergs (1795 m ü. A.).
Der Ort liegt entlang der Gemeindestraße Rohrweg, die bei Tobel/Ahorn von der L201 Kleinwalsertalstraße abzweigt, und dann wieder talauswärts über Oberhirschegg ins Schwarzwassertal führt.
Die Ortslage umfasst um die 25 Adressen, die teilweise  zur Ortschaft Hirschegg, teils zur Ortschaft Mittelberg gehören.
| Oberwäldele | Oberhirschegg                               | Hirschegg   |
|             | Kompassrose, die auf Nachbargemeinden zeigt | Dürenboden  |
|             |                                             | Tobel Ahorn |

| - Blick von Hirschegg über Windegg gegen den Ifen, und Oberhirschegg gegen das Walmendinger Horn: ganz rechts mittig am Hang Rohr - Winterstimmung bei Rohr und Oberhirschegg |

## Nachweise
- 80228 – Mittelberg. Gemeindedaten der Statistik Austria